# Communauté culturelle wallonne
Pour les articles homonymes, voir CCW.
La Communauté culturelle wallonne (C.C.W.) est un organisme culturel wallon fondé en avril 1941 sous l’impulsion de l’Administration militaire allemande afin d’établir des contacts culturels entre la Wallonie et le troisième Reich. 

## Création
Rapidement après le début de l’Occupation, l’Administration militaire allemande en Belgique souhaite la création d’un organisme culturel wallon.
En Flandre, ce rôle est assuré par DeVlag. Cette organisation créée en 1935 a pour objectif de tisser des liens culturels entre l’Allemagne et la Flandre.  Son rôle prend un nouvel essor avec le début de l’Occupation : DeVlag collabore avec l’Occupant et ne cesser d’évoquer les liens et ressemblances entre la culture allemande et flamande. Elle participe, de ce fait, à la propagande allemande qui souhaite présenter les Flamands comme un peuple germanique.
Les Allemands souhaitent également investir le domaine culturel wallon. Toutefois, la situation est différente car la région est plus influencée par la culture française. L’Occupant souhaite donc, dans un premier temps, priver la Wallonie de l’influence française  et, dans un deuxième temps, affirmer les liens et les ressemblances entre l’art wallon et l'art allemand.
Les Allemands obtiennent l’appui de Georges Wasterlain, sculpteur originaire de Charleroi, pour accomplir cet objectif. La Communauté culturelle wallonne (CCW) est créée en avril 1941  sous la direction de Georges Wasterlain.  À partir d’octobre 1941, ce rôle revient à Pierre Hubermont. Les deux hommes ont en commun leur intérêt pour l’art dit « prolétarien ».
L’objectif de la CCW est double : promouvoir la culture et les artistes wallons et établir des contacts avec l’Allemagne. Ce faisant, elle participe à la propagande allemande. 

## Activités

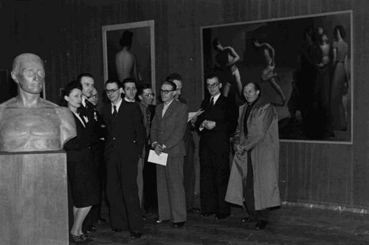
"La communauté culturelle Wallonne a organisé au palais des Beaux-Arts à Bruxelles une exposition d'art wallon. Le vernissage de cette exposition a eu lieu ce mercredi 14.5.1941 à 15 heures. Les artistes wallons carolorégiens et liégeois ayant pris part à cette exposition."

L’organisme participe à la publication d’une revue nommée Wallonie vantant la culture wallonne et ses ressemblances avec l'Allemagne.
La CCW organise également des journées culturelles où se déroulent des concerts, des expositions ou des exposés sur la culture wallonne. La ressemblance entre la Wallonie et l’Allemagne y est un thème de prédilection. 
Du 23 septembre au 5 octobre 1941, la CCW organise un voyage en Allemagne avec dix artistes wallons. Tout comme leurs homologues flamands quelques mois plutôt, la délégation est invitée à parcourir l'Allemagne pour y découvrir la culture et les œuvres allemandes. Ce voyage est largement couvert dans la presse francophone belge. Les participants mettent en exergue l'accueil chaleureux des Allemands, vantent la finesse et le mérite de la culture allemande et évoquent les ressemblances avec la Wallonie. En remerciement, la CCW organise une exposition consacrée à l'art wallon en Allemagne. 35 artistes participent à l’exposition nommée « Wallonische Kunst der Gegenwart ». Inaugurée à Dusseldorf, cette exposition part en tournée dans les grandes villes allemandes.
La CCW organise également des voyages en Autriche pour les enfants wallons.

## Adhésion et organisation
À la fin de l’année 1941, l’organisme compte 600 membres. Il est chargé d’organiser une structure corporative pour les créateurs.  Elle s'organise en différentes chambres réparties sur le territoire wallon. Il existe treize chambres au total (Ath, Bruxelles, Charleroi, Chimay, Huy, La Louvière, Liège, Marche-En-Famenne, Mons, Tournai, Verviers). Les plus actives sont celles de Charleroi et Liège.
En juillet 1942, le nombre d'adhérents grimpe jusqu'à 1073 personnes. Cette augmentation fait suite à la levée de l’interdiction de Rex d’être membre à la fois de Rex et de la CCW. En effet, les deux organismes se répartissent clairement les compétences : culturelle et artistique pour la CCW, politique et militaire pour Rex.

## Fin du mouvement et conséquence à la Libération
Finalement, en juillet 1943,  la CCW donne naissance à une nouvelle structure : la Fédération des artistes wallons et belges d’expression française. Le nombre de militants  de la CCW se réduit et son activité devient purement virtuelle.
Le 19 septembre 1945, un arrêté-loi indique que, à partir du 1er mai 1941, la CCW remplit les objectifs de l’occupant et sert sa propagande.
Georges Wasterlain est condamné à deux ans de prison tandis que Pierre Hubermont reste en prison jusqu'en novembre 1950.